# Белые автобусы
«Белые автобусы» — название спасательной операции шведского Красного Креста, проводившейся в последние месяцы Второй мировой войны с согласия властей нацистской Германии. Опорным пунктом операции, ставившей целью спасение и отправку в Швецию узников нацистских концлагерей, служило поместье семейства Бисмарков в Фридрихсру.
При посредничестве Вальтера Шелленберга и Керстена, личного массажиста Гиммлера, с немецкой стороны и графа Бернадота со шведской стороны была организована личная встреча Гиммлера с представителем Всемирного еврейского конгресса в Швеции Норбертом Мазуром, где были обсуждены предварительные условия освобождения узников.
У Шведского Красного Креста не было достаточных транспортных средств. Шведское правительство предоставило военные автобусы. Для защиты от возможных воздушных налетов их перекрасили в белый цвет с нанесенеим больших красных крестов. Под руководством тогдашнего вице-президента шведского Красного Креста Фольке Бернадота за март-апрель 1945 года на белых автобусах с эмблемой Красного Креста было переправлено в Швецию более 15000 узников концлагерей, из них около 8000 составляли граждане Норвегии и Дании, а остальными были граждане ещё 20 стран, но в основном Франции и Польши. Сколько из них составляли евреи, установить затруднительно.
Операция «Белые автобусы» и сегодня считается образцовой спасательной операцией, хотя подвергается критике за отбор спасаемых по национальному признаку.